# Финтинеле (Сібіу)
Финтинеле (рум. Fântânele) — село у повіті Сібіу в Румунії. Адміністративно підпорядковане місту Селіште.
Село розташоване на відстані 224 км на північний захід від Бухареста, 17 км на захід від Сібіу, 116 км на південь від Клуж-Напоки, 131 км на захід від Брашова.

## Населення
За даними перепису населення 2002 року у селі проживали 252 особи, з них 251 особа (99,6%) румунів. Рідною мовою 251 особа (99,6%) назвала румунську.